# Xenoplatyura vespertina
Xenoplatyura vespertina är en tvåvingeart som först beskrevs av Loïc Matile 1970.  Xenoplatyura vespertina ingår i släktet Xenoplatyura och familjen platthornsmyggor.
Artens utbredningsområde är Centralafrikanska republiken. Inga underarter finns listade i Catalogue of Life.